# IEEE 488
IEEE 488, noto anche come General Purpose Interface Bus (GPIB) e Hewlett-Packard Instrument Bus (HP-IB) è un bus per l'interconnessione e il controllo di apparecchiature elettroniche, ideato da Hewlett-Packard e reso standard dall'IEEE.

## Storia
Ideato e sviluppato da Hewlett Packard verso la fine degli anni 1960 per consentire il controllo tramite computer della gamma di strumenti di misura che produceva, nel decennio successivo venne reso uno standard dalla IEEE, le cui prime revisioni si succedettero dal 1975 in poi.
L'impresa statunitense concesse poi il brevetto in licenza a vari produttori di computer, diventando uno standard di fatto sino agli anni 1980, tra gli utilizzatori più famosi ci fu la Commodore International che lo utilizzò in alcuni home computer.

## Caratteristiche tecniche
Con IEEE-488 è possibile collegare fino ad un massimo di 15 dispositivi in daisy-chaining, ovvero in serie con il segnale passato da un dispositivo all'altro, mediante bus parallelo ad 8 bit. La massima velocità, originariamente di 1 MB/s, è stata elevata a 8 MB/s nelle versioni più recenti.